# Street medic

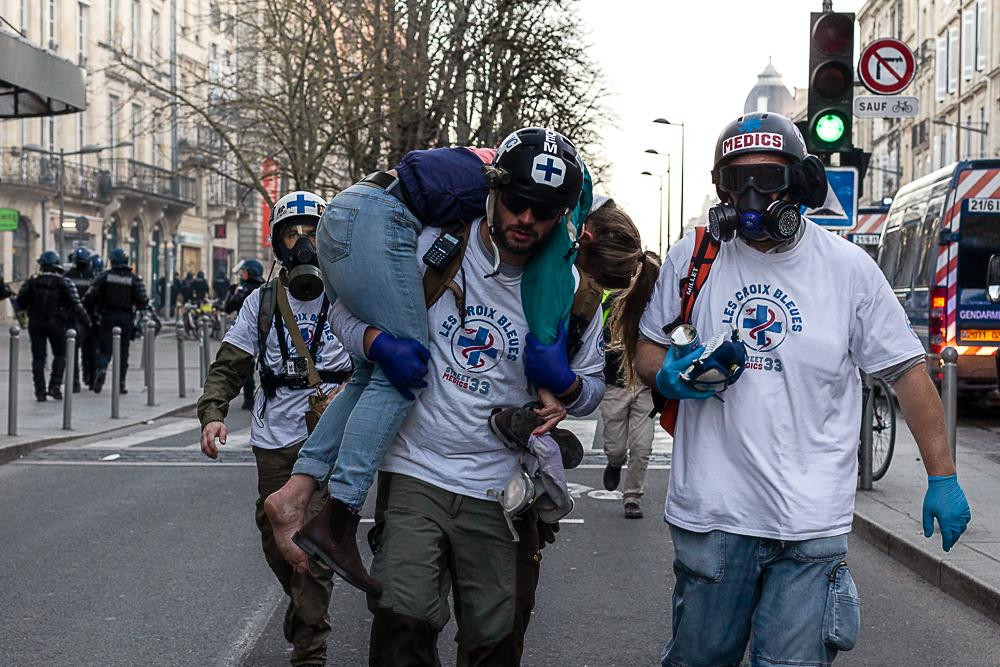
Street medics à Bordeaux en février 2019.

Les street medics (litt. « soigneur ou secouriste de rues » en anglais) sont des militants fournissant des premiers secours dans un contexte de lutte politique, dans les manifestations comme dans les squats. Contrairement aux ambulanciers ou aux ambulanciers paramédicaux, qui travaillent pour des institutions plus établies, les street medics opèrent de manière moins formelle et n'ont pas toujours bénéficié d'une formation médicale.

## Historique
Le mouvement des street medics naît aux États-Unis avec le mouvement afro-américain des droits civiques et le mouvement anti-guerre (en) dans les années 1960. Ils conçoivent la médecine comme de l'auto-défense, et apportent un soutien médical à l'American Indian Movement, aux Vietnam Veterans Against the War (en), aux Young Lords, au Black Panther Party et à d'autres formations révolutionnaires des années 1960 et 1970.
Dans les années 1990, les street medics accompagnent l'essor des mouvements altermondialistes. On peut les retrouver aussi en Palestine pendant la Seconde intifada, lors des printemps arabes ou des mouvements sociaux des années 2000 en Grèce et en Espagne.
En France, l'enclave pionnière fut celle de la ZAD de Notre-Dame-des-Landes. De nombreux collectifs ont ensuite vu le jour en 2016, lors des grèves et manifestations anti-loi travail. Dans l'Hexagone et en Belgique, les street medics sont surtout popularisés par les médias pendant les mouvements des Gilets jaunes en 2018 et 2019,. Amnesty International France dénonce fin 2018 les fouilles abusives des forces de l'ordre, qui confisquent matériels de protection et de soin des secouristes.

## Profils

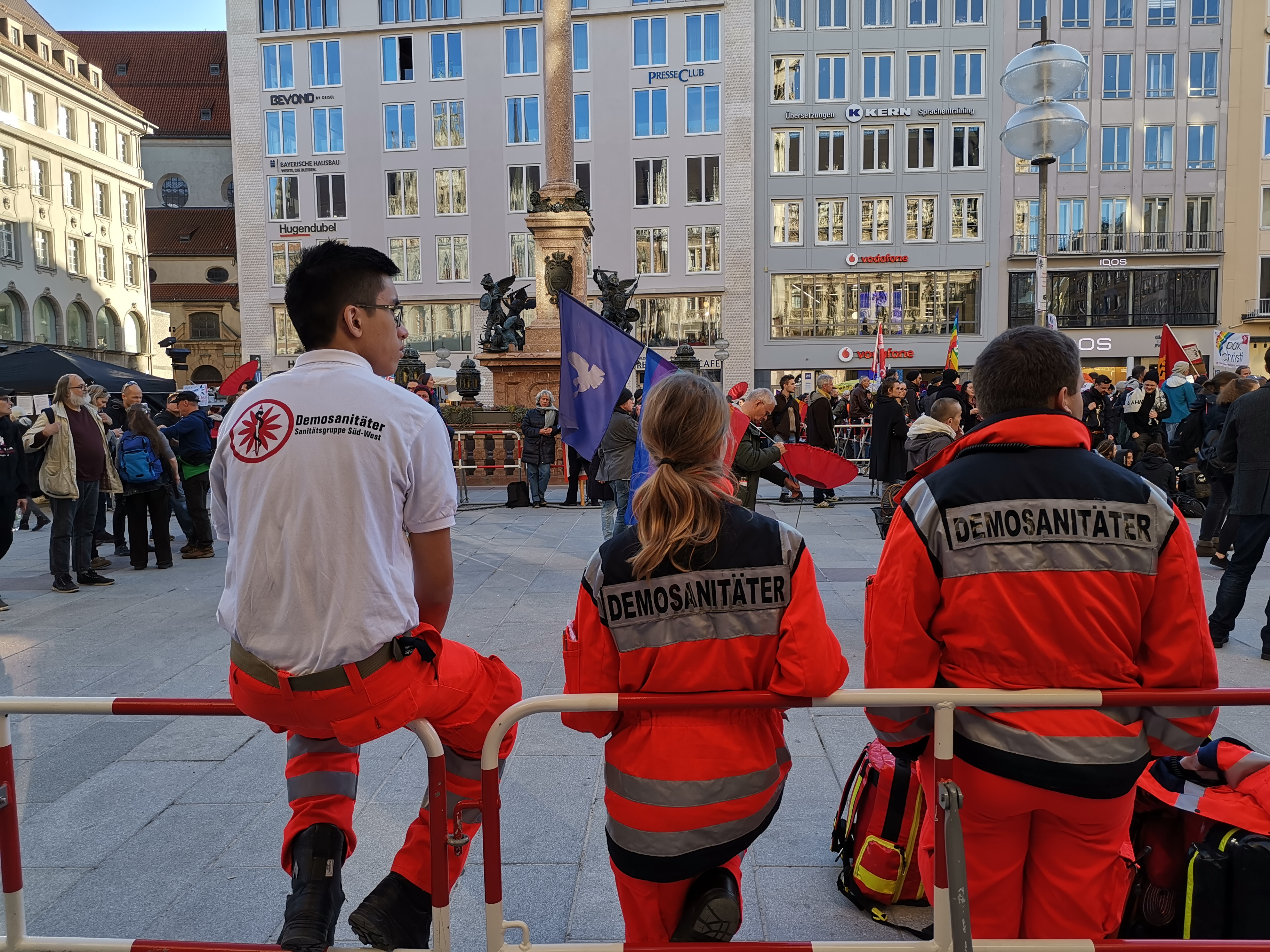
Street medics allemands en 2019 à Munich, clairement identifiés par leur tenue et le mot Demosanitäter.

Parmi les street medics sont représentés beaucoup de courants politiques, essentiellement classés à l'extrême gauche. Certains travaillent dans le médical en parallèle de leur engagement politique, mais la plupart privilégient l'auto-formation et le partage de connaissances. Des formations visant à diffuser cette pratique sont régulièrement tenues lors des mouvements sociaux.
Les street-medics choisissent généralement de ne pas être trop visibles, notamment afin d'éviter la répression policière et de ne pas participer à la professionnalisation des premiers secours en se distinguant des autres manifestants. Cependant, un certain nombre de secouristes volontaires, apparus lors du mouvement des Gilets jaunes, s'inspirent de cette pratique en tentant de la rendre plus formelle et professionnelle, parfois même en revendiquant une neutralité politique complète, ce qui implique généralement de ne pas faire de choix dans le traitement des victimes (là où les street medic évitent de forces de l'ordre ou personnes opposées à leurs luttes). Composés pour la plupart de soignants de métier, ils portent souvent des t-shirt blanc avec une croix rouge ou bleue,.
Pour se protéger de la répression policière, les street medics utilisent régulièrement des casques de skate, des masques à gaz et des lunettes de protection. Chaque street medic emporte avec lui son matériel de soin, variant d'un street medic à l'autre, en fonction de son budget, de ses compétences et de l'évènement. Pour se procurer leur matériel, les street medics mettent parfois en place des cagnottes collectives, ou l'achètent eux-mêmes. Puisque cette pratique se fait en dehors de tout cadre légal, ils ne posent pas de diagnostic, et font appel aux secours lorsque la situation dépasse le cadre des premiers secours.
Certains militants ont décidé de se regrouper autour de la pratique de la street-medic au sein de collectifs, afin de pouvoir donner de la visibilité aux victimes de la répression par la publication de bilans réguliers. D'autres continuent de s'organiser sur des bases autonomes et affinitaires.

### Vidéo
- Le Média, « Street medics : survivre en manifestation », sur YouTube, 29 mars 2019